# 玄参
玄参（学名：Scrophularia ningpoensis），又稱作元參、烏元參、黑玄參、黑參。为玄参科玄参属下的一个种。玄参科玄参属植物，约200种。原产于北半球空旷林地。植株高大，花紫色，浅绿色或黄色，生于大的分枝花序上。从前用于治疗痔疮，故英文名有痔疮草之意。分布於中國浙江、四川。

## 外部連結
- 玄參 中藥材圖像數據庫  (香港浸會大學中醫藥學院) （中文）（英文）
- 玄參 Xuan Shen （页面存档备份，存于） 中藥標本數據庫 (香港浸會大學中醫藥學院) （繁體中文）（英文）
- 桂皮酸 Cinnamic acid （页面存档备份，存于） 中草藥化學圖像數據庫 (香港浸會大學中醫藥學院) （中文）（英文）

## 扩展阅读
維基物種上的相關：玄参